# NXP Semiconductors
NXP Semiconductors – holenderskie przedsiębiorstwo z siedzibą w Eindhoven zajmujące się produkcją półprzewodników. Przedsiębiorstwo powstało przez wydzielenie działu Philips Semiconductors w 2006 roku.
Do gamy produktów firmy należą tranzystory bipolarne, diody, rozwiązania MOSFET, zasilacze, tyrystory, bramki logiczne i inne.
NXP posiada zakłady produkcyjne w Niemczech, Holandii, Singapurze, Tajlandii, Filipinach, Tajwanie, Wielkiej Brytanii, Malezji oraz w Chinach.